# Peter Andersson
Peter Andersson es un deportista sueco que compitió en tiro con arco, en la modalidad de arco compuesto. Ganó una medalla en el Campeonato Mundial de Tiro con Arco en Sala de 1999 y dos medallas en el Campeonato Europeo de Tiro con Arco al Aire Libre de 1998.

## Palmarés internacional
| Campeonato Mundial en Sala       | Campeonato Mundial en Sala | Campeonato Mundial en Sala | Campeonato Mundial en Sala |
| Año                              | Lugar                      | Medalla                    | Prueba                     |
| -------------------------------- | -------------------------- | -------------------------- | -------------------------- |
| 1999                             | La Habana (Cuba)           | Medalla de bronce          | Equipo                     |
| Campeonato Europeo al Aire Libre |                            |                            |                            |
| Año                              | Lugar                      | Medalla                    | Prueba                     |
| 1998                             | Boé/Agen (Francia)         | Medalla de plata           | Equipo                     |
| 1998                             | Boé/Agen (Francia)         | Medalla de bronce          | Individual                 |